# La Fête de l'insignifiance
La Fête de l'insignifiance est le dixième roman de Milan Kundera, le quatrième directement écrit en français, d'abord publié en italien en 2013 et paru le 3 avril 2014 aux éditions Gallimard.

## Résumé
La Fête de l'insignifiance est divisée en sept parties.

### Première partie: Les héros se présentent

#### Alain médite sur le nombril
Alain, un des cinq personnages principaux du livre, médite sur l'érotisme du corps féminin et s'interroge sur le rôle du nombril dans cet érotisme, après avoir aperçu une femme qui avait le nombril « dénudé ».

#### Ramon se promène dans le jardin du Luxembourg
Simultanément, Ramon, autre personnage principal, se promène dans le jardin du Luxembourg et observe les passants, les statues et les sculptures.

#### Le cancer n'aura pas lieu
Pendant ce temps, D'Ardelo va chez le médecin, qui lui annonce que les résultats des tests médicaux qu'il avait effectués auparavant sont négatifs, il n'a donc pas le cancer. D'Ardelo en est heureux et il va se promener joyeusement dans le jardin, où il va croiser Ramon.

#### Le charme secret d'une grave maladie
Ramon et D'Ardelo se rencontrent et parlent de La Franck, qui a perdu son bien-aimé. Ensuite, Ramon annonce à D'Ardelo qu'il organise une petite fête pour son anniversaire et D'Ardelo lui ment en lui disant qu'il a le cancer. 

#### Mensonge inexplicable, inexplicable rire
Par la suite, D'Ardelo part et médite sur la raison de ce mensonge inexplicable.

#### Ramon en visite chez Charles
Une heure après, Ramon se rend chez Charles et aperçoit le livre Souvenirs de Nikita Khrouchtchev.

#### La leçon de Ramon sur le brillant et l'insignifiant
Puis Ramon demandera à Charles d'embaucher ses amis pour le service. À la suite de cette rencontre, Ramon se rend donc chez Charles. Il l'informe du cocktail qui aura lieu chez D'Ardelo et l'embauche avec Caliban pour faire le service. Finalement, Ramon donne une leçon sur le brillant et l'insignifiant en utilisant D'Ardelo et Quaquelique comme exemples. Il décrit D'Ardelo et Quaquelique, ses vieux amis, à Charles en nous révélant leurs caractères.

### Deuxième partie: Le théâtre des marionnettes

#### Les vingt-quatre perdrix
Charles et Caliban discutent : Charles raconte à Caliban une histoire sur Staline. L'histoire qu'il raconte est la suivante : un jour, après une de ses longues journées de chasse, Staline se vante d'avoir tué 24 perdrix en un seul tir à ses camarades. Ces derniers pensent qu'il ment alors qu'il faisait preuve d'humour.

#### Charles rêve d'une pièce pour le théâtre des marionnettes
Charles converse avec ses amis : Caliban, Alain et Ramon. Il leur parle de ce qu'il appelle un théâtre de marionnettes. Selon lui, « les personnes célèbres laissent leurs noms dans les mémoires mais, privés de tout témoin authentique, de tout souvenir réel, ils se transforment en marionnettes ».

#### La révolte dans les toilettes
Charles continue de raconter à ses amis son histoire sur Staline. Après avoir entendu l'histoire des vingt-quatre perdrix, les camarades de Charles rentrent dans les toilettes. Ils s'indignent du « mensonge » de Staline. Pendant ce temps, Charles les espionne et se réjouit de la colère de ses camarades. Charles explique à ses camarades que Staline racontait régulièrement cette histoire des perdrix à ses camarades afin de gêner Kalinine (dont on raconte l'histoire à la sous-partie suivante).

#### La fois suivante, Charles donne à ses amis une conférence sur Kalinine et sur la capitale de la Prusse
Charles raconte à ses amis les différents changements de noms de la ville de Prusse qui à la fin est restée Kaliningrad (ville où a notamment vécu Kant, comme le fait remarquer Caliban). Ce nom vient du  vieux militant ouvrier Kalinine qui souffrait d'incontinence urinaire et qui devait aller aux toilettes toutes les deux minutes même pendant des déjeuners officiels avec Staline ou pendant des discours devant un grand auditoire.

#### Alain découvre la tendresse méconnue de Staline
Une semaine s'est écoulée ; Alain et ses amis se rencontrent. Alain annonce alors la raison pour laquelle Staline aurait donné le nom de Kalinine à cette ville célèbre de Kant. Il affirme que Staline avait pour Kalinine une tendresse exceptionnelle. Voyant le visage ébahi de ses amis, il développe son hypothèse : il dit que Staline « regardait son camarade souffrant et, avec un doux étonnement, il sentait se réveiller en lui un sentiment faible, modeste, presque inconnu, en tout cas oublié : l'amour pour un homme qui souffre ».

### Troisième partie: Alain et Charles pensent souvent à leurs mères

#### La première fois qu'il a été saisi par le mystère du nombril, c'est quand il a vu sa mère pour la dernière fois
Le premier paragraphe de la troisième partie ressemble énormément au premier paragraphe de la première partie du roman : l'auteur nous rappelle qu'Alain est passionné par le nombril féminin et que ceci est un sujet qui le préoccupe beaucoup. Le nombril lui rappelle sa dernière rencontre avec sa mère quand il avait dix ans. Alain vivait avec son père dans une villa louée avec un jardin et une piscine lorsqu'un jour sa mère décide de venir les voir après plusieurs années. Sa mère était venue pour lui faire ses adieux. Il ne pouvait pas se souvenir de ce qu'ils ont dit, au contraire, il se souvient que sa mère regardait pendant un bon moment son nombril. Elle lui sourit, touche son nombril avec son index, l'embrasse et part : c'était leur dernière rencontre.

#### Une femme sort de sa voiture
La partie ensuite change complètement de lieu et de temps : c'est un matin froid et le personnage central ici est une jeune, belle femme. Cette femme sort de sa voiture et marche vers le pont d'une rivière. Lorsqu'elle arrive au pont, elle se concentre, fait appel à sa haine et saute du pont. Elle essaie de se noyer mais ne réussit pas.

#### Elle tue
Soudain, elle entend une voix et n'arrive plus à se concentrer pour se suicider. L'homme qui a crié saute alors dans l'eau et essaie de la sauver mais la femme l'attrape par la main et le plonge dans l'eau avant de se poser sur lui pour qu'il ne puisse pas respirer d'air. Un peu plus tard, l'homme meurt et la femme nage vers la voiture. On apprend qu'elle est en enceinte et qu'elle stresse pour son avenir.

#### Les Excusards
Alain seul dans son studio se fâche contre lui-même vu qu’il considère qu’il fait partie des gens qui se sentent coupables et s’excusent continuellement sans raison particulière : les « excusards ». Comme il avait envie de bavarder, il appelle son ami Charles qui lui aussi fait partie des excusards. Pourtant tous les deux aimeraient appartenir aux personnes qui ne se sentent pas coupables.

#### Les anges
Alain pense à sa mère et son ami lance le sujet des anges mais comme ni l’un ni l’autre n’ont pas de connaissances théologiques, ils ne font que des suppositions. À la fin, Alain se demande quel est le rôle du nombril.

### Quatrième partie: Ils sont tous à la recherche de la bonne humeur

#### Caliban
Caliban dans son premier métier était un acteur passionné. Mais il était longtemps au chômage comme d'autres personnes qui travaillent dans les métiers du spectacle. Charles, organisant des cocktails, l'a convaincu de travailler avec lui en tant que serveur. Caliban, voulant continuer d'exercer le métier qui le passionnait, a créé une fausse identité, comme un rôle qu'il jouerait dans son nouveau métier. Il joue alors le rôle d'un pakistanais et a même créé sa propre langue en faisant attention à la phonétique et à la construction grammaticale. Même Charles devrait savoir quelques mots de sa langue imaginaire pour la rendre plus convaincante. Ce jeu avait offert des moments drôles aux deux amis. Mais avec le temps, Caliban s'est rendu compte que personne ne faisait attention à lui et qu'il était devenu « acteur sans public ».  

#### Les vestes blanches et la jeune Portugaise
Les deux amis arrivent dans l'appartement de D'Ardelo pour préparer le cocktail. Charles présente Caliban comme étant Pakistanais, un fait encore ignoré. Mais la bonne des D'Ardelo est attirée par lui. Elle est étrangère et donc se réjouit d'avoir retrouvé une autre personne étrangère. Elle peut enfin parler sa langue maternelle, le portugais. Leur communication était difficile mais finalement cette incompréhension les a rapprochés l'un de l'autre. Quand la nourriture arrive, le cocktail se prépare et Charles avec Caliban vont se changer. Une jeune fille ensuite entre dans la cuisine où il y a la bonne et commence à la critiquer. Elle, triste, prête à pleurer, annonce à Caliban que la fille de Mme D'Ardelo est méchante contrairement à sa mère. Lui, il la console et une amitié se créé.

#### La photo accroché au mur
C'est une soirée de tristesse pour tous les personnages. Charles et Alain parlent au téléphone mais Charles étant stressé, a raccroché rapidement. Alain avait besoin de parler donc a appelé Madeleine mais n'a pas eu de réponse. Ensuite, il se concentra sur une photo de sa mère sur le mur et se souvient d'une scène avec son père. C'était une conversation qui a révélé des éléments sur sa mère qui l'a quitté.

#### Comment on enfante un excusard
C'est une scène se passant dans la tête d'Alain, où il demande des explications à sa mère. Dans son imagination, son père avait forcé sa mère à tomber enceinte. Il a lié cela au fait qu'il se considérait lui même en excusard.

#### Ramon arrive au cocktail de très mauvaise humeur
Ramon ne voulait pas se trouver dans ce cocktail. Ses amis Charles et Caliban étaient ravis de le voir et voulaient qu'il reste. Après avoir fait un tour de la longue table avec les boissons, il aperçoit une belle femme d'une cinquantaine d'années nommée La Frank. La fille de D'Ardelo court vers elle quand elle la voit, voulant la consoler pour la mort de son mari, mais elle est indifférente et ne continue pas la conversation.

#### Alain pose une bouteille d'armagnac sur le haut de l'armoire
Madeleine vient à la maison d'Alain et ils discutent beaucoup.

#### Appel de Quaquelique à la bonne humeur
Ramon n'a rien à faire et observe les invités ainsi que leurs gestes. Soudain, il retrouve un ami appelée Quaquelique avec lequel il discute un petit peu. Il s'excuse et va parler à une femme nommée Julie qui l'intéresse. Julie part après quelques instants et le regard de Ramon se fixe sur son ami Charles qui est en train de regarder « quelque part vers le haut ».

### Cinquième partie: Une plumette plane sous le plafond

#### Une plumette plane sous le plafond
La plume vue par Charles lui rappelle l'ange auquel il pensait lors des chapitres précédents. Cela l'angoisse car cela lui fait penser à sa mère malade et à la fin qui approche. Pendant ce temps-là, La Franck lève son index et attend que la plumette y atterrisse.

#### Lamento de Ramon sur la fin des blagues
Ramon veut profiter de la distraction que crée la plume pour s’en aller avec Julie mais ne la trouve pas. Il se dirige alors vers la sortie, seul, mais est arrêté par Caliban qui lui offre un joint. Ramon, Charles et Caliban discutent alors de leur performance.

#### La Franck s’en va
La plume va enfin atterrir sur l’index de La Franck, le public va s’animer et La Franck va faire un discours. À la suite de cela, les gens vont applaudir et La Franck va se diriger vers la sortie.

#### Ramon s’en va
Ramon va finir par retrouver sa bonne humeur, son regard va croiser D’Ardelo et afin de garder cette bonne humeur, il va sortir au plus vite.

#### L’arbre d’Eve
Ramon cherche alors un taxi tandis qu’Alain est assoupi dans son studio. Il est ainsi réveillé par une voix féminine qui lui parle à propos de son modèle de la femme anombrilique.

### Sixième partie: La chute des anges

#### Adieu à Mariana
Caliban et la servante portugaise se disent au revoir et Charles fait la traduction entre le « pakistanais » et le français. On apprend les sentiments de la servante peu avant que Caliban ne doive y renoncer.

#### La bouteille d'armagnac dans son orgueilleuse hauteur
Peu après, les deux amis rejoignent Alain qui leur propose de boire en trinquant avec de l'armagnac.

#### Le monde selon Schopenhauer
En parallèle, autour de ses camarades au bout de la grande table, Staline explique l’interprétation du monde selon Schopenhauer, ce qui entraîne un énervement de sa part car ses camarades ne le croient plus.

#### Un coup de poing sur la table qui résonnera partout
Il illustre son énervement et ce qu'il appelle « l'écroulement de l'humanité », avec un coup de poing fort sur la table.

#### La chute des anges
Ce coup de poing provoquera une « chute d'anges » perçue comme un signe par les camarades de Staline.

#### Le vieil armagnac s'écroule sur le parquet
Cette chute d'anges symbolise enfin la chute de la bouteille d'Armagnac lorsque Caliban essaye de l'atteindre. C'est un mauvais signe qui annonce la gravité de la santé de la mère de Charles.

#### Un inconnu fait ses adieux à son amante
Simultanément Julie se réveille pour dire adieu au vieil ami de Ramon, Quaquelique, qui l'avait raccompagnée chez elle le soir d'avant.

#### Le mauvais signe
De retours à Caliban, l'annonce de l'armagnac cassé est caractérisé comme étant un mauvais signe.

#### Staline et Kalinine s'évadent
Enfin nous revenons à Staline. Ce dernier se déguise en chasseur de perdrix et s’échappe avant que le reste de ses camarades protestants aient le temps de le rattraper. En même temps, Kalinine aussi se retrouve en dehors du bâtiment à la recherche d'une pissotière.

### Septième partie: La fête de l'insignifiance
La septième partie du livre emprunte le nom de l'œuvre intégrale. Dans celle-ci, la majorité des personnages présents tout au long de l'histoire, dont Ramon, Caliban, Alain et D'Ardelo, se réunissent dans le jardin du Luxembourg.  

#### Dialogue sur la moto
Alain, conduisant sa moto, entend la voix de sa mère. Il discute avec cette voix qui essaye de s'excuser auprès de lui pour avoir quitté la maison il y a longtemps.  

#### Ramon discute avec Alain de l'époque des nombrils
Alain et Ramon se retrouvent pour voir Chagall, mais au lieu d'attendre dans la longue queue, Alain avoue qu'il pense souvent aux nombrils, ce qui mène à une longue conversation sur ce sujet.  

#### Arrive D'Ardelo
D'Ardelo arrive au jardin du Luxembourg et, sentant une certaine culpabilité de ne pas avoir accueilli Ramon d'une manière agréable durant son cocktail, le salue avec enthousiasme. Ramon fait de même et lui propose de se joindre à Alain et lui. De plus, D'Ardelo se rappelle qu'ici avait débuté son mensonge de la maladie mortelle.  

#### Arrivent un chasseur et un pisseur
Un chasseur arrive dans le parc en courant. Avec son fusil, il tire sur le nez de la statue de Marie de Médicis. Les gens sont plein d'embarras et ne savent pas comment réagir. Le chasseur s'exclame « Pisser dans le plus célèbre parc français, c'est interdit! » et son rire léger entraîne le rire de la foule.  

#### La fête de l'insignifiance
Dans ce qui semble être une fête d'enfants, D'Ardelo, Alain et Ramon discutent entre eux. Ils parlent de la fête qu'ils observent et leur conversation se tourne vers le thème de l'insignifiance. Une foule d'enfants, positionnés comme une chorale, commencent à chanter La Marseillaise.  

## Structure
La fête de l'insignifiance comporte 45 petits chapitres de deux ou trois pages chacun. Ces 45 chapitres sont répartis en sept parties.
Dans la postface de La Fête de L'insignifiance, François Ricard explique que Milan Kundera a écrit son roman en combinant sa manière d'écrire ses romans tchèques et français. Les caractéristiques de ses romans français sont : la vitesse narrative, le dépouillement et l’extrême concentration, ce qui va donner la forme de la « fugue ». Les caractéristiques de ses romans tchèques sont la division du roman en sept parties, ce qui va donner la forme de « sonate ». Ces deux styles mélangés dans ce roman donnent un sentiment de synthèse et d'aboutissement, réconciliant ces deux formes.

## Thèmes

### La définition de l'insignifiance

#### Les signifiants et leurs signifiés / la plaisanterie et le mensonge
Selon François Ricard dans la postface de La Fête de l'insignifiance , les mots échangés entre les hommes n'ont plus de poids si l'on ne sait jamais s'ils sont véridiques ou dits sérieusement. Les signifiants, les paroles énoncées, ne sont plus liées aux signifiés, leur sens. Il y a l'exemple du dialogue entre Mariana qui parle portugais, Charles qui parle français et Caliban qui invente une nouvelle langue ressemblant au pakistanais. Ici, la barrière entre le signifiant et le signifié est la langue parlée. Dans un autre cas, il y a une mauvaise interprétation de l'histoire de Staline par Khrouchtchev, car Staline plaisante et Khrouchtchev l'accuse de mentir, ne comprenant pas qu'il plaisantait. Cependant ça a aussi avoir avec « les signifiants et leurs signifiés » car ici la barrière entre le signifiant et le signifié est la compréhension des propos. Comme François Ricard le dit : « Si personne ne peut jamais être sûr de leur véracité ou de leur sérieux », l'insignifiance sépare les signifiants et leurs signifiés.

#### La disparition du sens
Dans les œuvres précédentes de Kundera, il y a une chute des valeurs qui est récurrente. Le lecteur se doit de déceler ce que Kundera cherche à faire passer, à travers plusieurs rideaux qui cachent l'inexorable, le comique et la futilité des choses humaines.

#### L'essence de l’existence
L'insignifiance est omniprésente ; elle est avec nous partout et toujours qu'on le veuille ou non. Il est dur de la reconnaître et d'avoir le courage d'accepter sa présence. Elle définit l'existence : « l'insignifiance, mon ami, c'est l'essence de l'existence » d’après Ramon, personnage de La fête de l'insignifiance.

## Analyse
Dans La fête de l'insignifiance, une grande place est laissée aux conversations entre amis et aux pensées des personnes et donc la narration est peu utilisée. Cela permet aux personnages de raconter toutes sortes de théories plus étonnantes les unes que les autres. Dans celles-ci, il est difficile de discerner les mensonges de la vérité et le drôle du sérieux . Un exemple serait les réflexions d'Alain sur le nombril en tant que centre de l'érotisme féminin ou encore la théorie des « excusards »1.
Dans la postface du livre, François Ricard 2 partage son opinion sur l'insignifiance. Il la caractérise comme étant pessimiste. Cependant, il se base sur une citation de Ramon pour prouver le contraire : « Mais il ne s'agit pas seulement de la reconnaître, il faut aussi l'aimer, l'insignifiance, il faut apprendre à l'aimer. Ici, dans ce parc, devant nous, regardez, mon ami, elle est présente avec toute son évidence, avec toute son innocence, avec toute sa beauté. Oui, sa beauté ». Lorsque Ricard dit que l'insignifiance est notre maison à tous, il veut dire que l'insignifiance est un espace de confort omniprésent. L'insignifiance offre alors une liberté due au bonheur issu du simple fait de vivre, c'est la chose la plus humaine chez un individu, il ne faut pas l'associer à une nuance négative.

## Réception critique
Dans la critique positive de Nathalie Crom dans le journal Télérama[réf. nécessaire], elle caractérise ce livre de « fantaisie brève, alerte, faussement légère dans laquelle, fidèle à sa manière, à cet « art du roman » qu'il pratique (...) son auscultation de l'expérience humaine armé plus que jamais de cette « part du jeu », ce refus de « l'esprit de sérieux ». 3. Elle pense que l'essentiel de ce livre ne se trouve pas dans les actions des personnages mais plutôt dans leur « conversations et aux réflexions ». Concernant l’intrigue, d’après Crom, « il n'y en a pas vraiment. En tout cas, rien qui se résume ou se raconte ».
D’après Chantal Guy de La Presse, Kundera « nous prévient de la menace qu'est le sérieux, sans qu'on sache vraiment au final ce qui est le plus tragique entre l'insignifiance et le sérieux qu'on veut lui opposer. Un point d'orgue déconcertant et malicieux d'un écrivain qui semble revenu de tout ».
Martin Danes écrit dans L’OBS : « il ne se passe pas grand-chose », mais selon le journaliste, cela est quelque chose de positif, puisqu’à travers ce manque « Kundera nous projette la comédie humaine au ralenti ». Globalement, l’OBS qualifie le roman comme étant « réussi ».

## Éditions
- Éditions :  Collection Folio (n° 6032) Parution le 29 octobre 2015[6]  Collection Blanche, Gallimard  Parution le 3 avril 2014[7]  Éditions originales, Gallimard  Parution le 23 avril 2014[8]
- Traductions : The Festival of Insignificance, traduit du français par Linda Asher, publié par Harper Collins Publisher en 2015[9]  Milan Kundera, La Festa dell'insignificanza, traduzione di Massimo Rizzante, Casa editrice: Adelphi, 2013,  (ISBN 978-88-459-2854-3). Milan Kundera: Das Fest der Bedeutungslosigkeit. Aus dem Französischen von Uli Aumüller. Hanser, München 2015,  (ISBN 978-3-446-24763-5). Milan Kundera: Das Fest der Bedeutungslosigkeit. Gelesen von Sebastian Koch. Der Hörverlag, München 2015,  (ISBN 978-3-8445-1779-8).